# Tas (voorwerp)

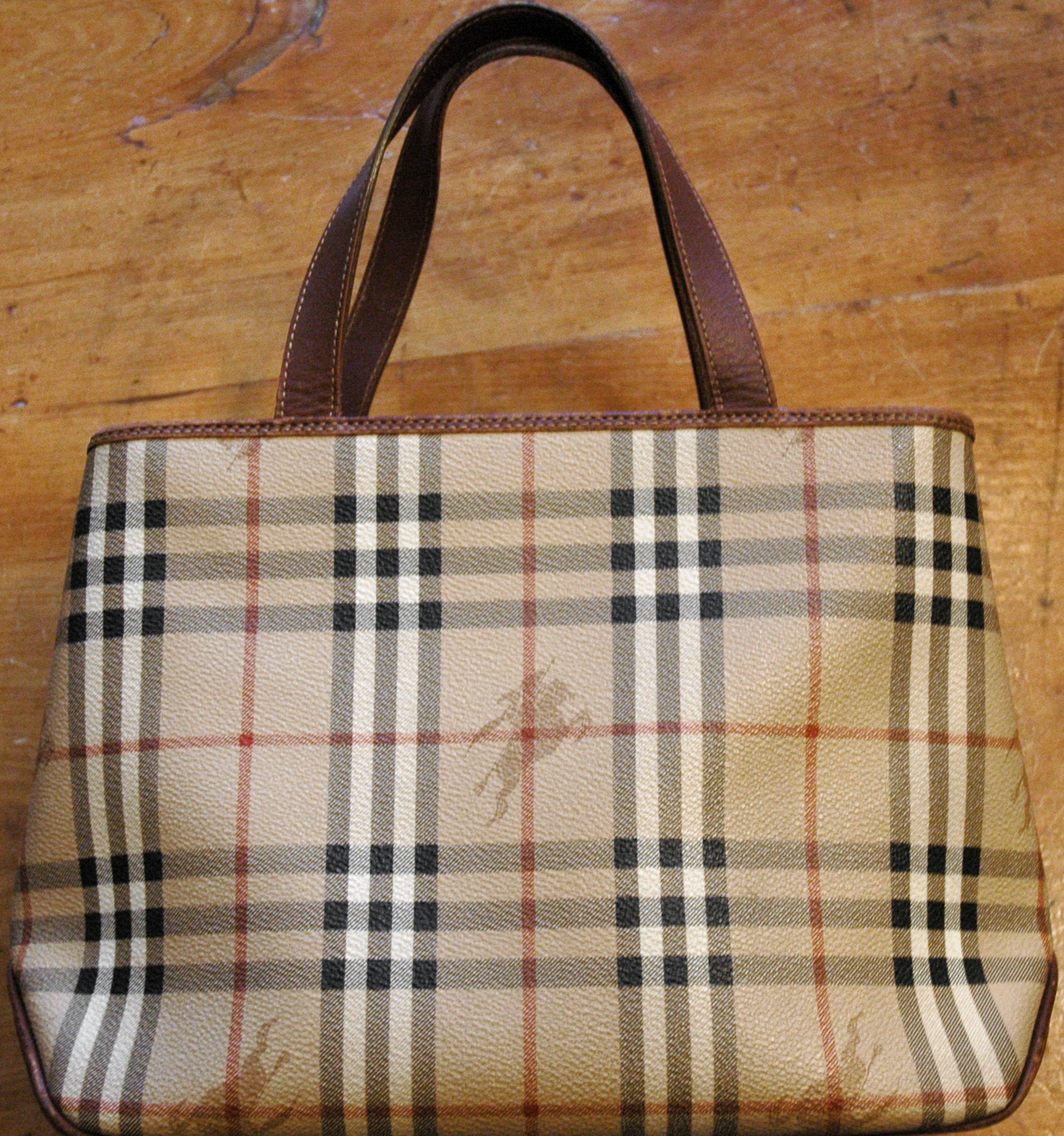
Een handtas van het merk Burberry (2005)

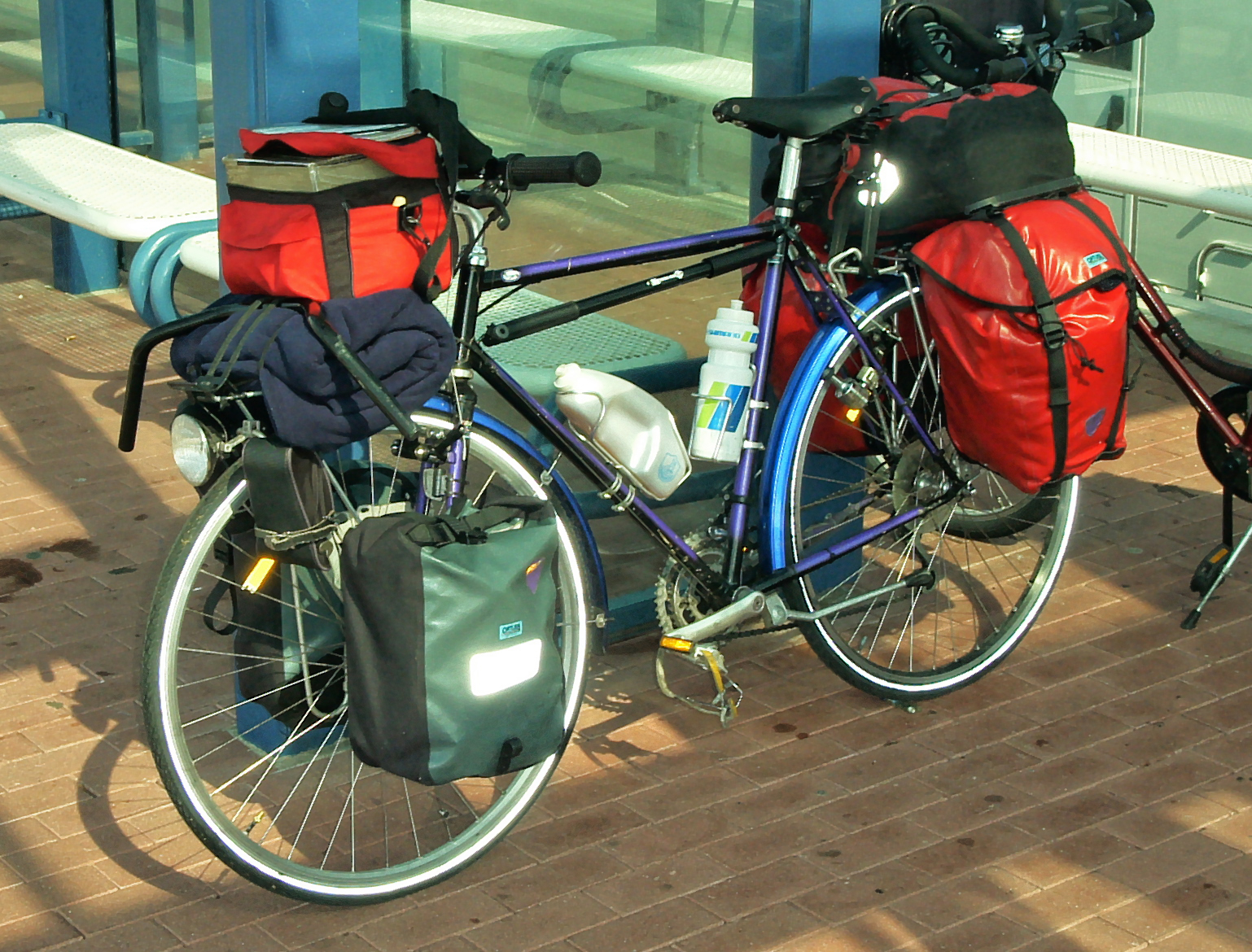
Fietstassen (2003)

Een tas is een voorwerp van een flexibel materiaal dat bestemd is om andere voorwerpen in mee te kunnen nemen.
Kenmerken voor een tas is dat deze een handvat of schouderband heeft. Zonder handvat of hengsel zal men spreken van een zak. Een tas kan gemaakt worden van leer of kunstleer, kunststof (bijvoorbeeld polyetheen), bepaalde soorten textiel, papier of andere materialen. Sommige tassen zijn afsluitbaar met bijvoorbeeld een rits of een gesp.
Een tas kan bedrukt zijn met een merk- of bedrijfsnaam of een reclametekst en wordt gratis door een bedrijf uitgegeven, of tegen een kleine vergoeding verkocht. In Nederland zijn gratis plastic tasjes verboden. Gratis plastic zakjes zijn onder voorwaarden wel toegestaan.
Voorbeelden van tassen naar gebruik:
- aktetas
- boekentas (schooltas)
- boodschappentas
- fietstas
- koerierstas
- reistas
- rooftas
- strandtas
- tanktas
- toilettas
- weitas
- zadeltas

## Museum
In Amsterdam bevond zich tot maart 2020 het Tassenmuseum Amsterdam.